# Sacciolepis vilvoides
Sacciolepis vilvoides är en gräsart som först beskrevs av Carl Bernhard von Trinius, och fick sitt nu gällande namn av Mary Agnes Chase. Sacciolepis vilvoides ingår i släktet Sacciolepis och familjen gräs. Inga underarter finns listade i Catalogue of Life.